# Roi (Schiff)
Die USS Roi (CVE-103), vormals USS Alava Bay, war ein Schiff einer Reihe von Geleitflugzeugträgern der Casablanca-Klasse in Diensten der United States Navy während des Zweiten Weltkriegs im Pazifikraum. Der Träger wurde am 6. Juli 1944 unter dem Kommando von Capt. P. H. Lyon in Dienst gestellt.

## Daten
Der Träger hatte eine Besatzung von 860 Mann und konnte 28 Flugzeuge mitführen. Die Maße betrugen 156 Meter Länge, 33 Meter maximale Breite und 19,9 Meter Höhe. Mit einer Verdrängung von 7800 Tonnen konnte er durch zwei Antriebswellen und vier Motoren mit insgesamt 9000 PS eine Höchstgeschwindigkeit von 20 Knoten erreichen.

## Einsatz
Der Träger wurde der Carrier Transport Squadron zugewiesen und transportierte Flugzeuge und Material in die Pazifikregion. Später wurde er als Versorgungsschiff einer Trägergruppe eingesetzt, welche die japanischen Hauptinseln bombardierte. Dabei war sein Heimathafen auf Guam. Nach dem Kriegsende brachte er im Rahmen der Operation Magic Carpet Truppen zurück in die Vereinigten Staaten.

## Verschrottung
Nach dem Krieg wurde der Träger am 21. Mai 1946 aus dem Schiffsregister gestrichen und verschrottet.